# San Pascual (Batangas)
Pour les articles homonymes, voir San Pascual.
San Pascual est une municipalité des Philippines située dans la province de Batangas, sur l'île de Luçon.

## Barangays
La municipalité est divisée en 29 barangays (districts) :
- Alalum
- Antipolo
- Balimbing
- Banaba
- Bayanan
- Danglayan
- Del Pilar
- Gelerang Kawayan
- Ilat North
- Ilat South
- Kaingin
- Laurel
- Malaking Pook
- Mataas Na Lupa
- Natunuan North
- Natunuan South
- Padre Castillo
- Palsahingin
- Pila
- Poblacion
- Pook Ni Banal
- Pook Ni Kapitan
- Resplandor
- Sambat
- San Antonio
- San Mariano
- San Mateo
- Santa Elena
- Sto. Nino